# 凱烏魯

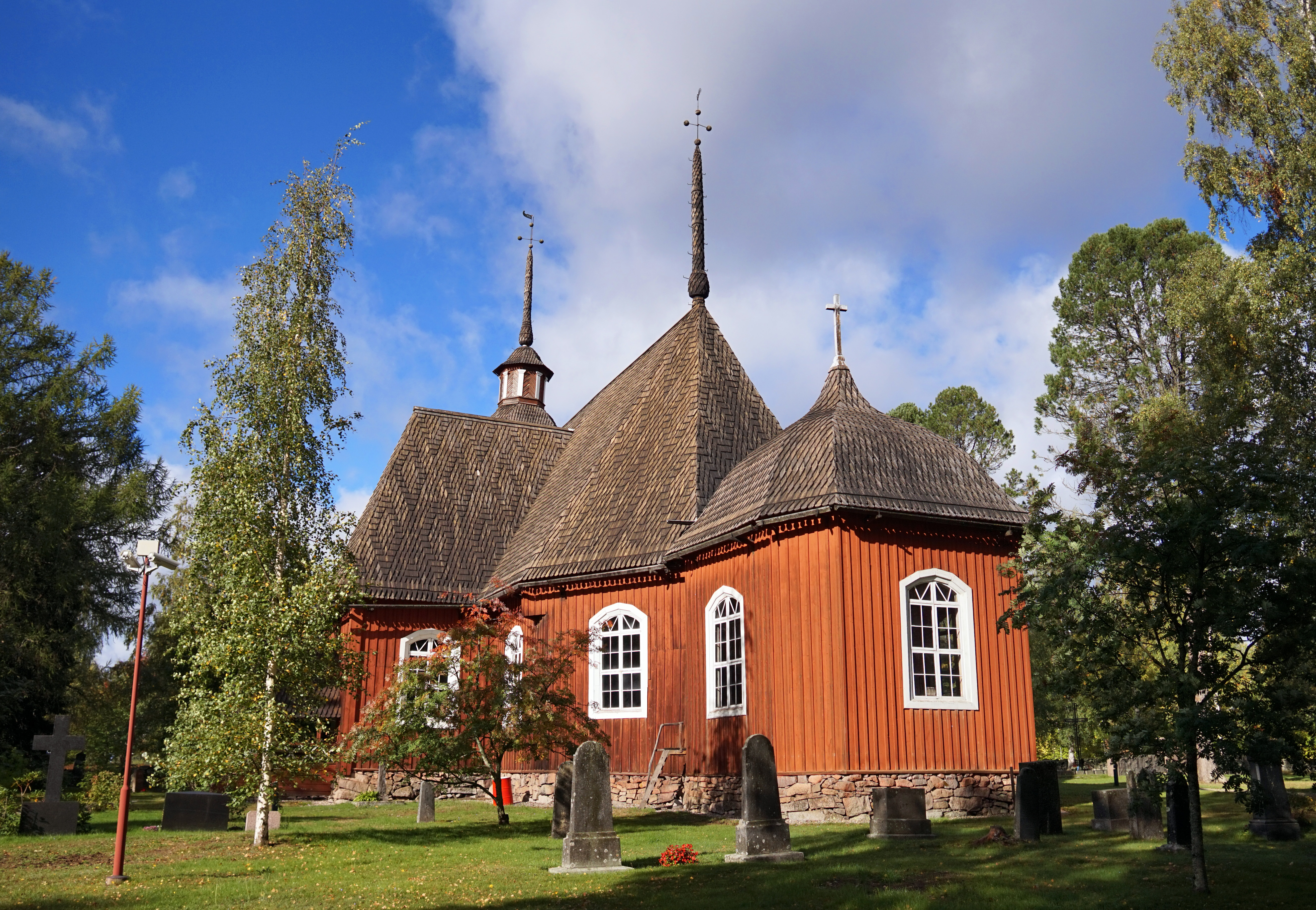

凱烏魯是芬蘭的城鎮，位於該國南部，距離于韋斯屈萊50公里，由中芬蘭區負責管轄，面積1,430.57平方公里，2012年人口10,573，其中約99%居民的母語是芬蘭語。

## 外部連結
- Town of Keuruu（页面存档备份，存于） – Official website （文）
- Keuruun Pallo – A football club, infamous for losing their every single game in the Finnish division 2 （文）